# Carl Axel Magnus Lindman

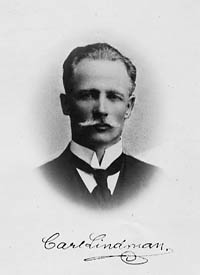
Carl Lindman

Carl Axel Magnus Lindman (* 6. April 1856 in Halmstad (Schweden); † 21. Juni 1928 in Adolf Fredriks församling, Stockholms län) war ein schwedischer Botaniker. Sein Hauptwerk war die reich bebilderte Flora Bilder ur Nordens Flora (1901–1905). Sein botanisches Autorenkürzel lautet „Lindm.“

## Biographie
Carl Lindman war das erste Kind von Carl Christian Lindman und Sophie Fredrique Löhr. Sein Vater starb vor der Geburt seiner Schwester. Seine Mutter zog mit den beiden Kindern 1864 nach Växjö, wo Carl Lindman die Grundschule besuchte. Er hatte schon früh musikalische und künstlerische Talente. Auf Wunsch seiner Mutter sah er von einer künstlerischen Karriere ab und studierte ab 1874 an der Universität Uppsala Botanik und Zoologie. 1884 wurde er Dozent für Botanik. Zwei Jahre später promovierte er zum Doktor der Philosophie. Ab 1887 arbeitete Carl Lindman als Amanuensis von Anders Fredrik Regnell am Schwedischen Naturhistorischen Museum in Stockholm. Im Sommer arbeitete er im Botanischen Garten Bergius und im Winter als Dozent für Naturgeschichte und Physik am Högre Latinläroverket, ein Gymnasium in Stockholm. Gemeinsam mit Gustaf Malme bekam er 1892 eine Forschungsreise nach Brasilien und Paraguay gefördert. Nach der Reise trat er wieder seine Stelle als Dozent an. Von 1896 bis 1900 unterrichtete er die Söhne der schwedischen Kronprinzen (auch den späteren Gustav V. von Schweden). In dieser Zeit arbeitete er an seinem Werk Bilder ur Nordens Flora. 1905 wurde Lindman Professor für Botanik am Schwedischen Naturhistorischen Museum, 1913 Mitglied der Königlich Schwedischen Akademie der Wissenschaften und 1914 Mitglied der Kungliga Lantbruksakademien (Königliche Landwirtschaftsakademie). Er nahm die Professur bis zu seinem Ruhestand 1923 wahr. Lindman verfasste unter dem Kürzel „C. Lmn“ zahlreiche Artikel für die 2. Auflage und die Ergänzungsbände des Nordisk familjeboks.
Er war seit dem 29. Dezember 1894 mit Hedvig Elisabet (geborene Biller, 7. März 1874 – 31. Oktober 1955) verheiratet. Sie war eine Tochter von Tuve Olsson Biller und Hedvie Gustava (geborene Lindell).

## Ehrungen
Nach Lindman ist die Pflanzengattung Lindmania Mez aus der Familie der Bromeliengewächse (Bromeliaceae) benannt. Auch die Orchidee Vanilla lindmaniana Kraenzl. ist nach ihm benannt.

## Werke (Auswahl)

Zeichnungen Lindmans aus Bilder ur Nordens Flora
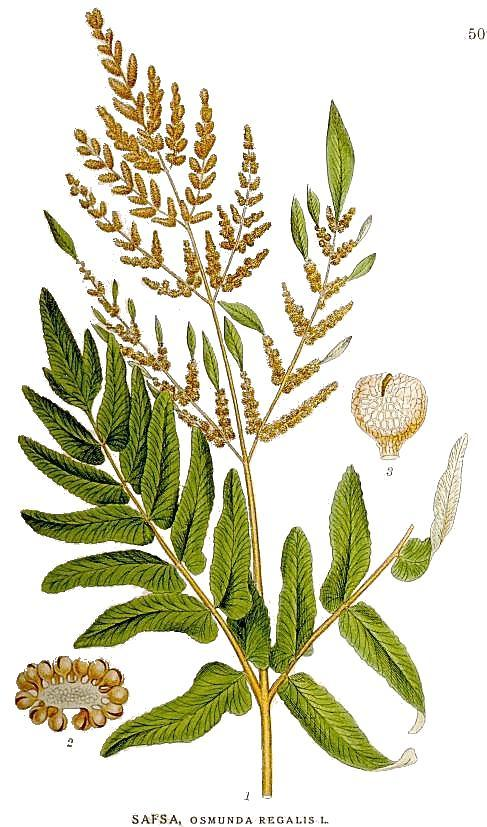
Königsfarn (Osmunda regalis)
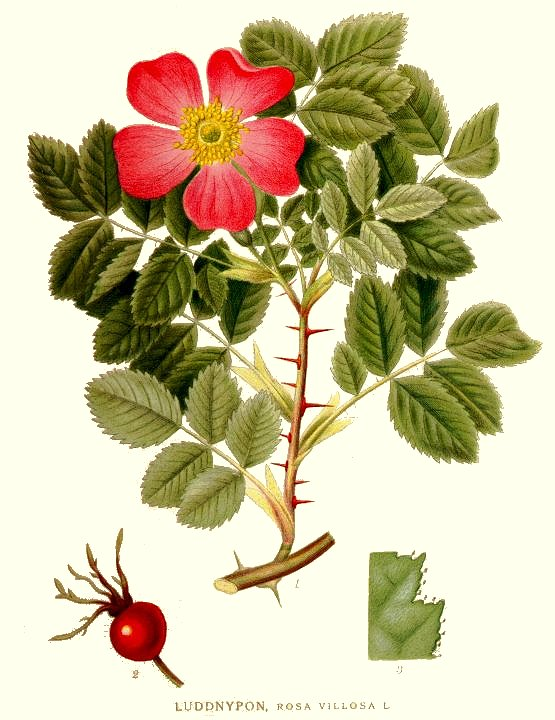
Apfel-Rose (Rosa villosa)
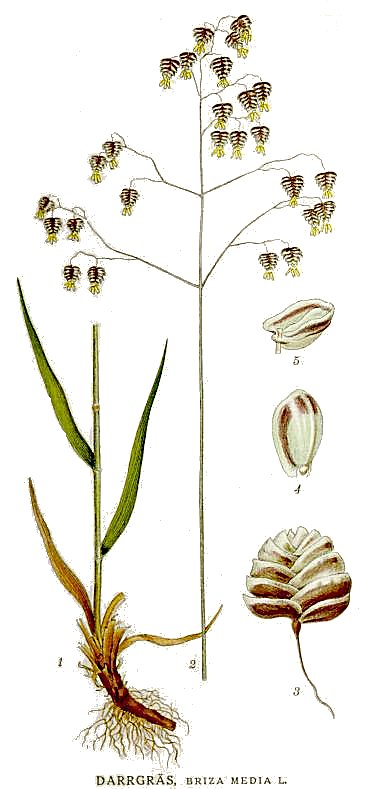
Gemeines Zittergras (Briza media)
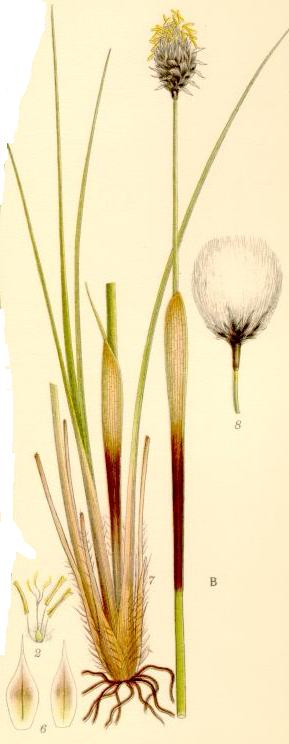
Scheiden-Wollgras (Eriophorum vaginatum)

- Billeder af Nordens flora. G. E. C. Gad, Kopenhagen 1901 (dänisch, archive.org).
- Carl von Linné såsom botanist. In: Carl von Linné’s betydelse såsom naturforskare och läkare – Skildringar utgifna af Kungl. Vetenskapsakademien i anledning af tvåhundraårsdagen af Linnés födelse. Almqvist & Wiksells Boktryckeri-A,-B, Uppsala 1907, 3. Kapitel (schwedisch, runeberg.org oder archive.org).
  - Carl von Linné als botanischer Forscher und Schriftsteller. G. Fischer, Jena 1908 (deutsche Ausgabe, archive.org).
- Svensk fanerogamflora. P. A. Norstedt, Stockholm 1918 (schwedisch, archive.org).
- Vi och våra blommor: en bok om prydnadsväxterna inne och ute. Teil 1. Wahlström & Widstrand, Stockholm 1929, OCLC 1023201031 (schwedisch).
- Vi och våra blommor: en bok om prydnadsväxterna inne och ute. Teil 2. Wahlström & Widstrand, Stockholm 1929, OCLC 1023243787 (schwedisch).